# Maison d'arrêt de Compiègne
La maison d'arrêt de Compiègne est une ancienne maison d'arrêt française située à Compiègne, dans le département de l'Oise et la région des Hauts-de-France. L'établissement est entré en activité en 1867 et a fermé définitivement en 2016 après le transfert des derniers détenus vers le nouveau centre pénitentiaire de Beauvais.
Avant sa fermeture, l'établissement dépendait du ressort de la direction interrégionale des services pénitentiaires de Lille. Au niveau judiciaire, l'établissement relevait des tribunaux de Compiègne, Senlis, Beauvais et Soissons et de la cour d'appel d'Amiens.
Après sa fermeture, l'établissement est utilisé comme lieu de tournage pour plusieurs films et séries télévisées avant d'être vendu aux enchères pour être transformé en logements.

## Histoire
La prison est construite et mise en service la même année, en 1867,.
En décembre 2015, les 47 derniers détenus encore présents dans l'établissement sont transférés dans le nouveau centre pénitentiaire de Beauvais,,. Durant cette opération, 119 détenus sont également transférés depuis la maison d'arrêt de Beauvais, les deux établissements fermant définitivement à la suite de ces transferts.
Du 21 septembre 2020 au 23 septembre 2020, l'établissement est mis en vente aux enchères par la société Agorastore pour un montant de départ de 527 000 €. L'offre de vente est également publiée sur les sites de petites annonces sur internet Leboncoin, Seloger et Paru Vendu. La vente est finalisée en 2021 pour un montant de 1 530 000 €, le bâtiment étant destiné à être transformé en logements d'habitation après des travaux d'un montant de 5 000 000 € qui doivent durer plusieurs années, le portail et le mur d'enceinte devant cependant être conservés,.

## Description
La maison d'arrêt est située au 3 avenue de la Résistance à Compiègne, en plein centre-ville, à une centaine de mètres du château de Compiègne sur un terrain d'une superficie de 4 250 m2. Elle dépendait du ressort de la direction interrégionale des services pénitentiaires de Lille et, au niveau judiciaire, des tribunaux de Compiègne, Senlis, Beauvais et Soissons et de la cour d'appel d'Amiens.
L'établissement avait une capacité d'accueil de 76 places exclusivement pour des détenus majeurs hommes, prévus ou condamnés à des courtes peines. Il était composé d'un quartier « maison d'arrêt hommes » et d'un quartier de 12 places catégorisées en « semi-liberté ».
En 2008, l'établissement accueillait 117 détenus en détention et 12 places en semi-liberté, soit un effectif total de 129 lits.

## Détenus notables
- Charles-Jean Hallo, emprisonné quelques mois fin 1943-début 1944[11],[12]
- Camille Blaisot[13]

## La prison dans l'art et la culture
Après sa fermeture et avant sa vente aux enchères, la maison d'arrêt sert de lieu de tournage pour plusieurs films et séries télévisées, notamment :
- 2023 : l'épisode 2 de la troisième saison de la série télévisée HPI[14]
- 2023 : Borgo, réalisé par Stéphane Dumoustier[15]
- 2024 : Neuilly-Poissy, réalisé par Grégory Boutboul[16]
- 2024 : Libre, réalisé par Mélanie Laurent[17],[18]

Durant cette période, l'ancienne maison d'arrêt sert également de lieu accueillant des expositions artistiques.